# Lerängen en Bäck
Lerängen en Bäck (Zweeds: Lerängen och Bäck) is een småort in de gemeente Karlskoga in het landschap Värmland en de provincie Örebro län in Zweden. Het småort heeft 80 inwoners (2005) en een oppervlakte van 20 hectare. Eigenlijk bestaat het småort uit twee plaatsen: Lerängen en Bäck.